# Club Atlético de Madrid (femenino)
El Club Atlético de Madrid Femenino es la sección de fútbol femenino del Club Atlético de Madrid, cuyo primer equipo actualmente milita en la Liga F, la máxima competición de fútbol femenino en España. Ha ganado tres Ligas de manera consecutiva, detentando así un trofeo en propiedad, dos Copas de la Reina y una Supercopa de España. En su palmarés no se reconoce oficialmente la liga ganada por el Atlético Villa de Madrid en 1990.
El Atlético de Madrid es cuarto en la Clasificación Histórica de la Primera División Femenina tras Barcelona, Levante y Athletic y por delante de Espanyol y Rayo Vallecano. Ostenta el récord de asistencia a un partido de la liga española, que fue récord mundial de asistencia a un partido femenino entre clubes hasta marzo de 2022.

## Historia

### Antecedentes
La sección de fútbol femenino del Club Atlético de Madrid tiene su origen en los años 1980, con el Atlético Villa de Madrid. Este equipo fue campeón de la Primera División en 1990 y subcampeón un año más tarde, pero acabó desapareciendo tras perder el apoyo económico de la entidad que por entonces presidía Jesús Gil. La mayor parte de sus jugadoras pasaron a reforzar otro equipo madrileño, el Club Deportivo Oroquieta Villaverde, que se convirtió en el gran dominador del fútbol femenino español en los años 1990.

### Fundación y primeros años

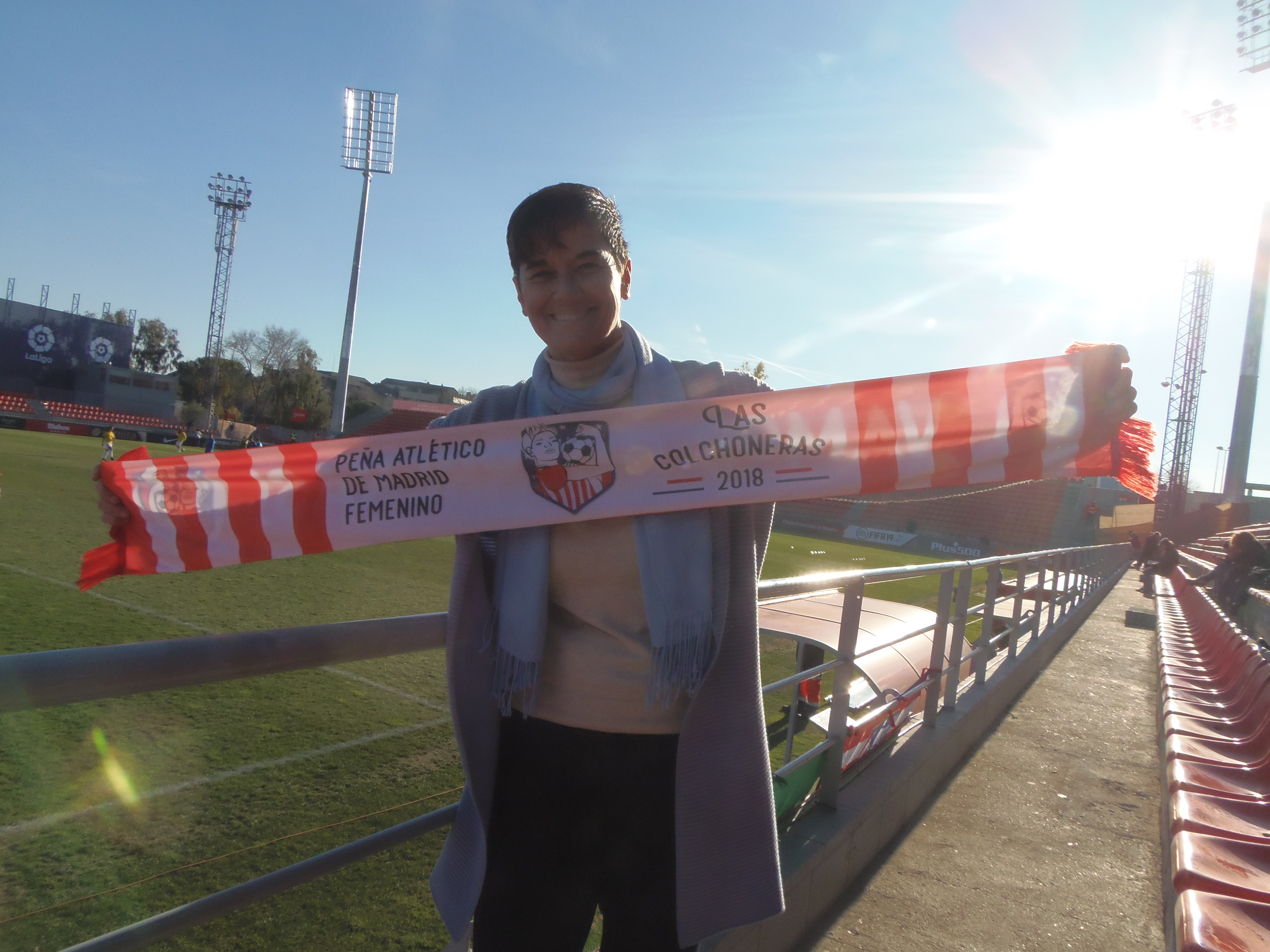
Lola Romero, fundadora y presidenta del equipo

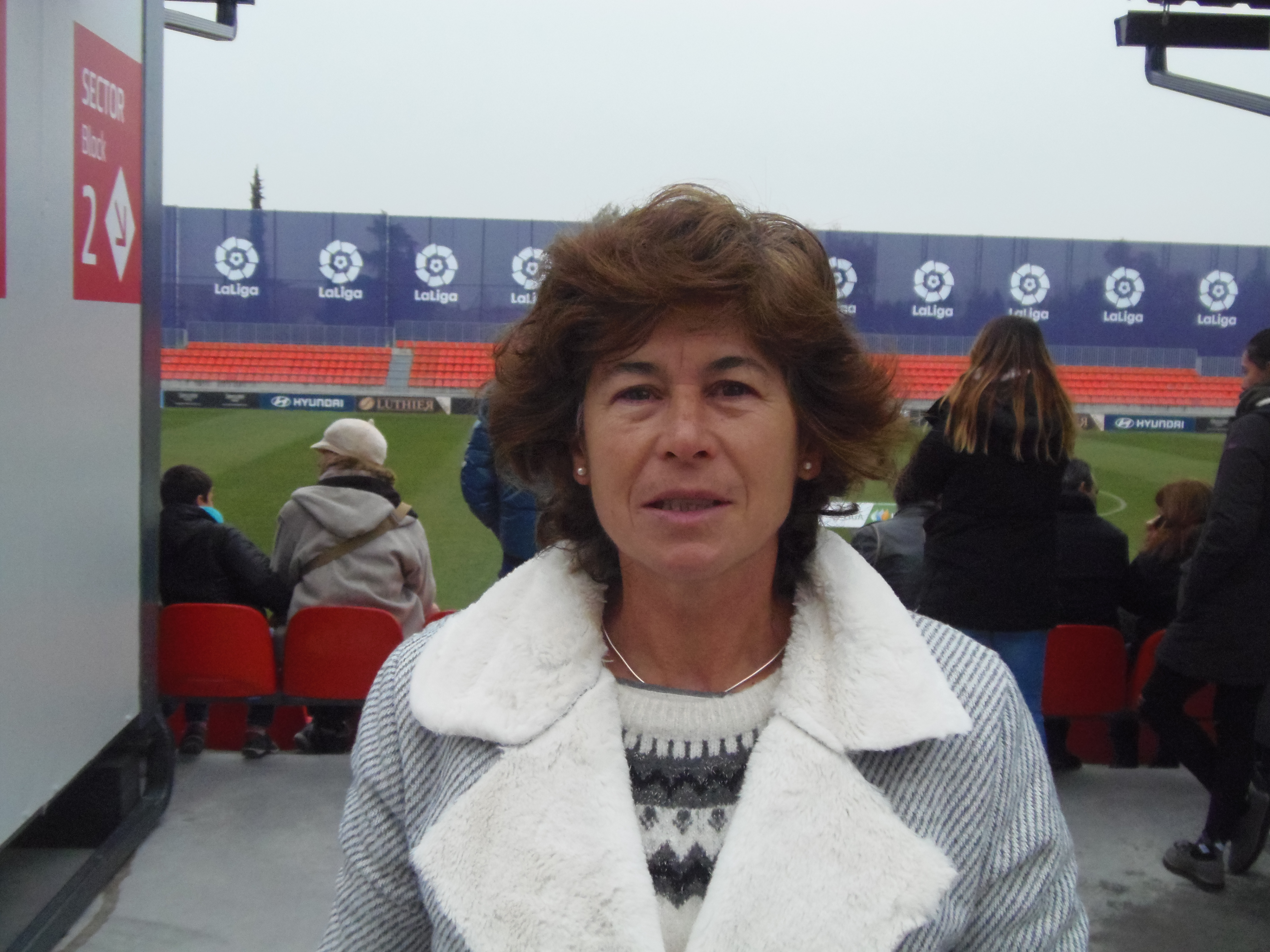
María Vargas, primera entrenadora del equipo

El actual Atlético de Madrid Femenino surgió en 2001, a raíz de la desaparición del Coslada C. F. Femenino. Su entrenadora, María Vargas —que había sido jugadora del Atlético Villa de Madrid— junto con la guardameta del equipo, Lola Romero, apoyadas por las 36 jugadoras pertenecientes al primer y segundo equipo de la sección femenina del Coslada, que se habían quedado sin club, convencieron a los directivos del Atlético de Madrid para que reiniciaran un equipo femenino.
María Vargas y Lola Romero fueron quienes capitanearon esa nueva aventura de la sección femenina del Atlético de Madrid como entrenadora y presidenta, respectivamente. De esta forma en la temporada 2001-02 se puso en marcha el denominado en un principio como Atlético Féminas. Inicialmente el equipo femenino no formaba parte como tal del organigrama del Atlético de Madrid. La entidad madrileña comenzó por prestar las equipaciones oficiales, el escudo y buscarles un campo de entrenamiento a las jugadoras: el Polideportivo de Vicálvaro. Ellas mismas se encargaron de encontrar un patrocinador y, por normativa de la RFEF, comenzaron en la última categoría profesional de fútbol femenino: Primera Regional. 
Poco a poco fueron escalando divisiones hasta lograr, en la temporada 2002-03, el ascenso de Preferente a  Nacional donde, por fin, el Atlético de Madrid integró en su organigrama al Atlético Féminas, que pasaría a llamarse Club Atlético de Madrid Féminas. Tras tres temporadas en Nacional, en la 2005-06, lograron el ascenso a la Superliga.

### Crecimiento en Primera División
El equipo logró quedar en mitad de la tabla tras el ascenso, donde permaneció durante tres temporadas. Las primeras dos siguió siendo dirigido por María Vargas. En 2008 las jugadoras solicitaron a la presidenta un cambio de entrenador y María pasó a ser directora deportiva. María contrató a Antonio Contreras como entrenador del primer equipo. El equipo repitió la séptima plaza en la liga en su primera temporada.
Los siguientes años se fichó a jugadoras con experiencia internacional o con potencial. En la temporada 2009-10 se fichó a Leire Landa y Priscila Borja y subieron al primer equipo Marta Carro y Nagore Calderón y el equipo terminó en cuarta posición. En la temporada 2010-11 la estrella del equipo y canterana Jennifer Hermoso abandonó el club por el Rayo Vallecano y el equipo acabó quinto.
En la temporada 2011-12 se cambió al entrenador del primer equipo por Juanjo Carretero y ficha a Sandra Vilanova, Adriana Martín y en invierno a Claudia Zornoza. En febrero, tras no lograr buenos resultados, se destituyó a Carretero y se fichó a Jesús Núñez En la temporada 2012-13 se fichó a la joven portera del Sporting Club de Huelva Lola Gallardo, que debutó esa misma temporada con la selección española y causaron baja Vilanova, Adriana y Landa, y el equipo terminó tercero.
En la temporada 2013-14 se fichó a la internacional Silvia Meseguer procedente del Espanyol, a Jade Boho del Rayo y la joven Esther González del Sporting Club de Huelva. De nuevo se destituyó al entrenador a mitad de temporada, apostando por el técnico del segundo equipo Ferney Agudelo. El equipo quedó de nuevo tercero en la Liga. Antes de disputar la Copa de la Reina se volvió a cambiar al entrenador por el del Atlético de Madrid B, Miguel Ángel Sopuerta.

### Primeros éxitos

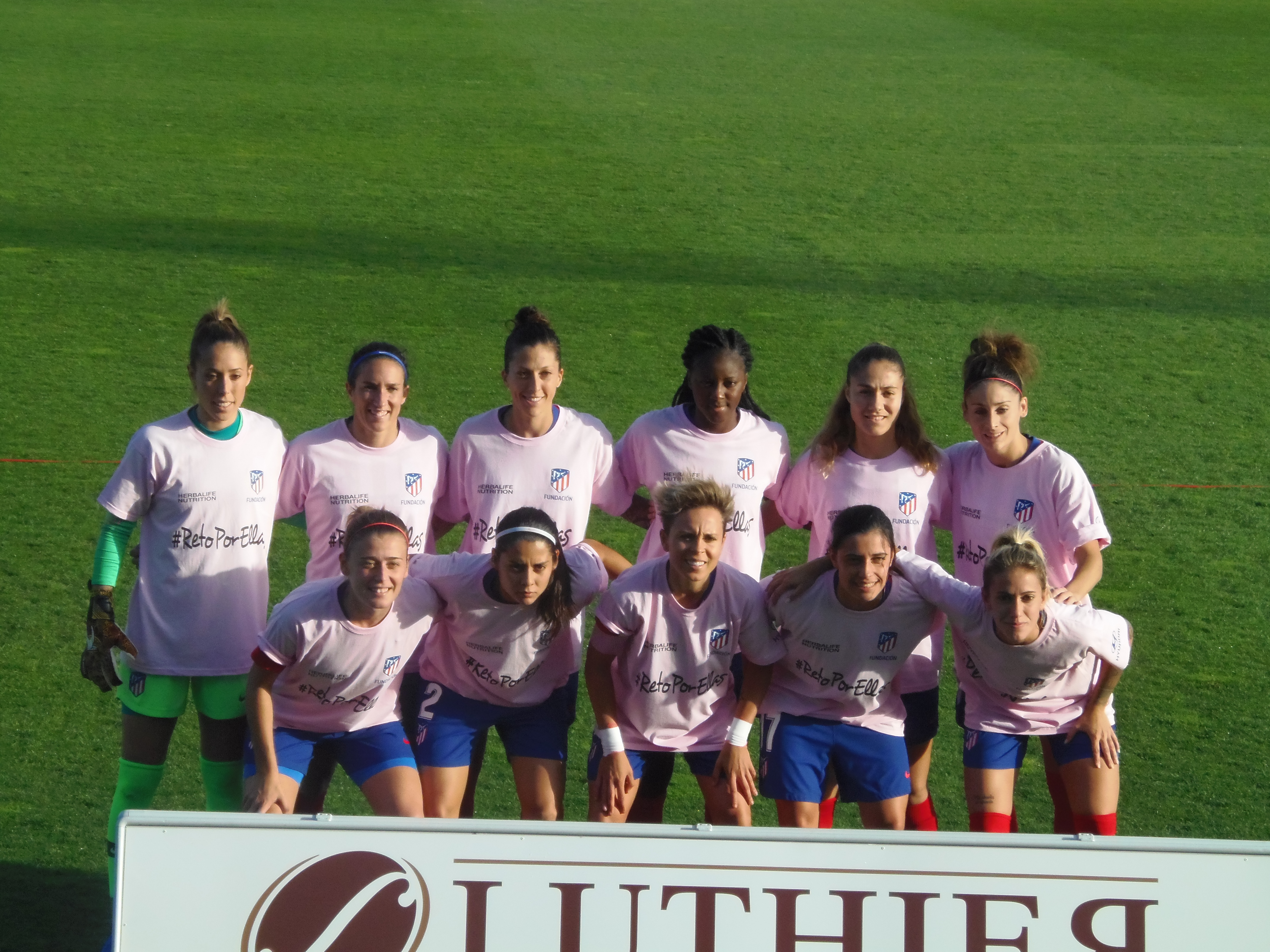
Plantilla posando antes de su encuentro ante el Madrid C.F.F. del 21 de octubre de 2018.

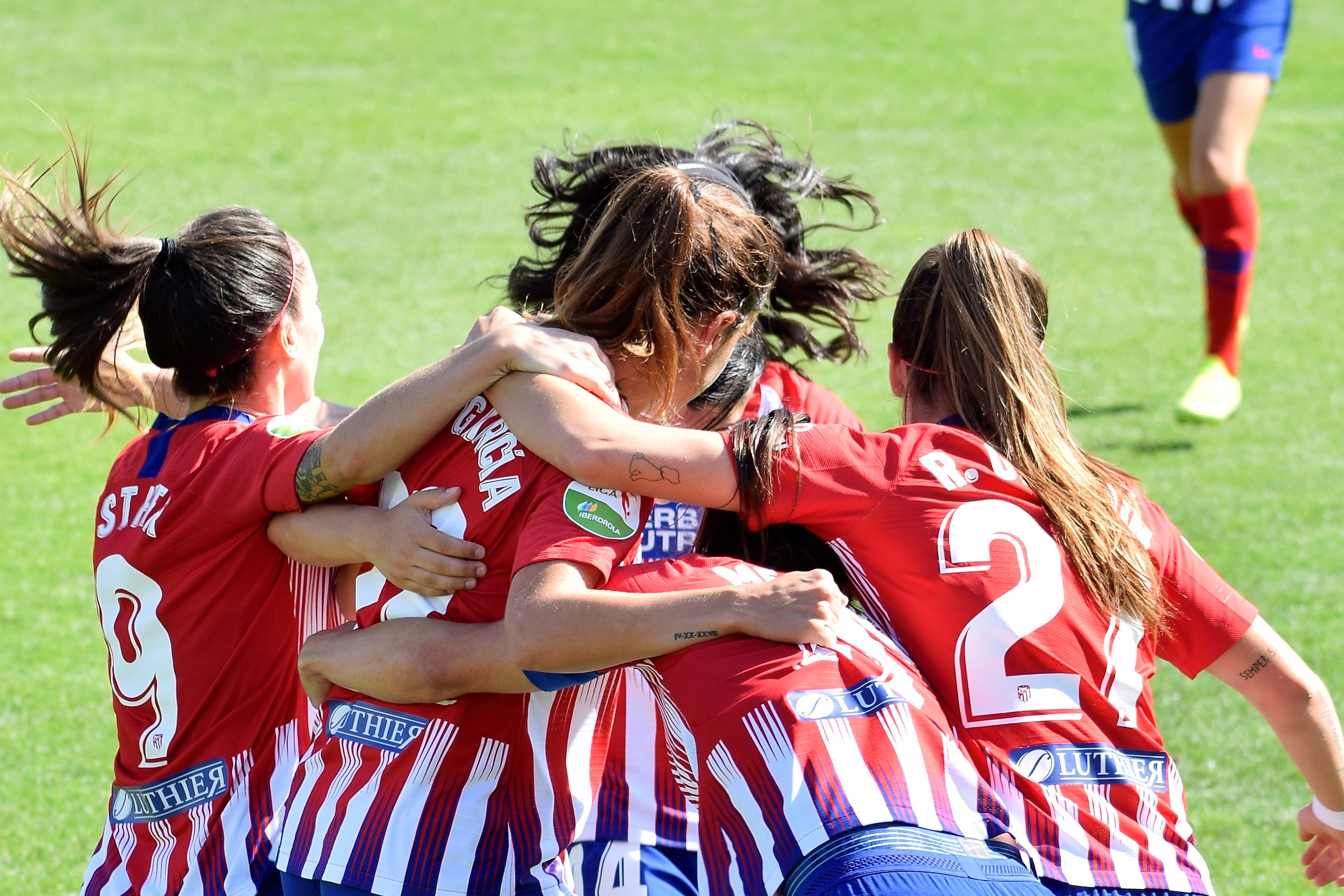
Jugadoras celebrando un gol en la temporada 2018-19.

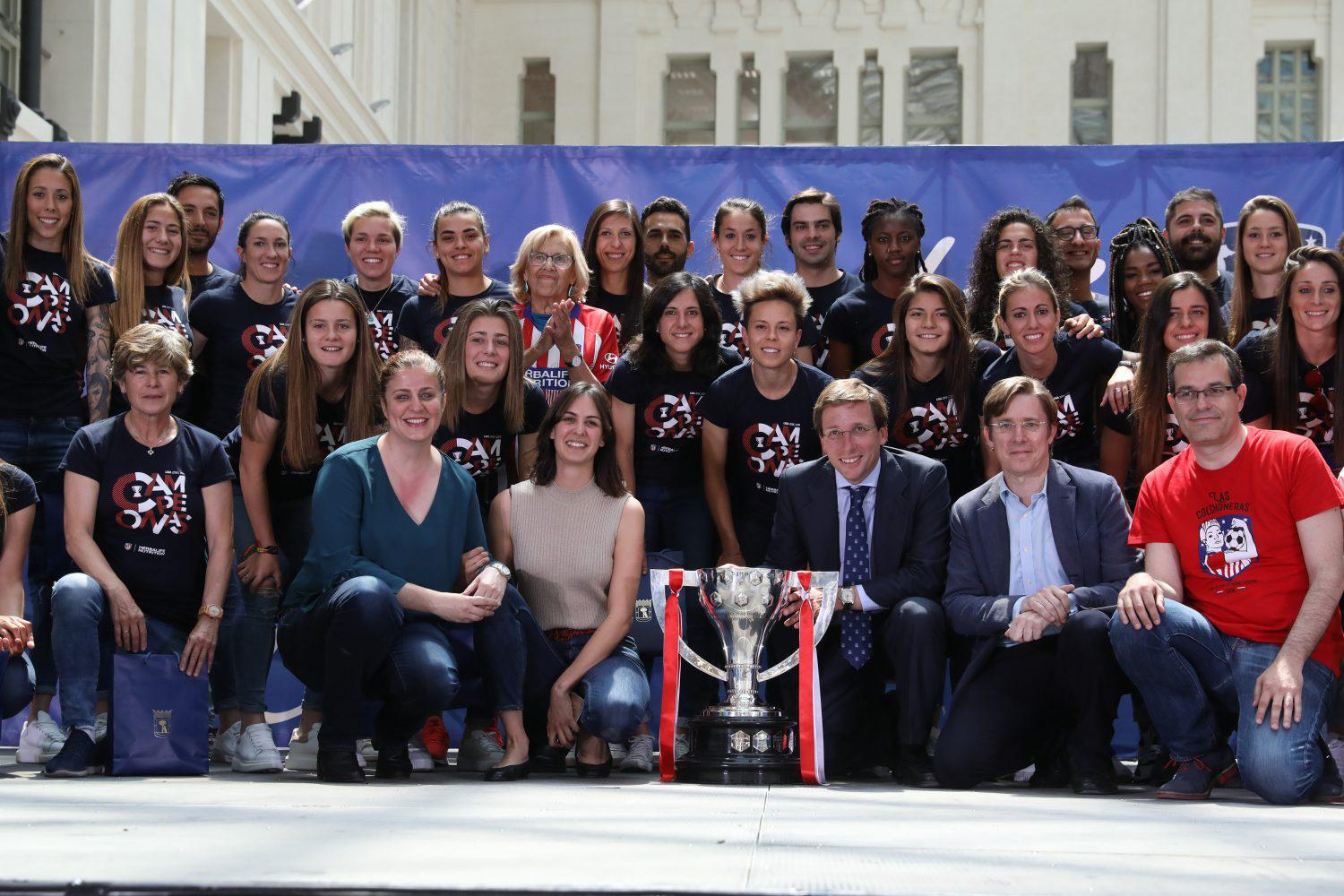
La alcaldesa recibe al equipo femenino del Atlético de Madrid ganador de la Liga Iberdrola 2019.

En la temporada 2014-15 se fichó a Ángela Sosa del Sporting Club de Huelva, y a Débora García y Mapi León del Espanyol y Brenda Pérez del Valencia y dejaron el equipo Zonorza y Jade Boho. Miguel Ángel Sopuerta fue nombrado entrenador. Ese año el equipo fue segundo clasificándose para la Liga de Campeones Femenina de la UEFA por primera vez.
En la temporada 2015-16 el fichaje más destacado es el de la hasta entonces siete veces campeona de liga Sonia Bermúdez procedente del Barcelona y también el de Kenti Robles procedente del Espanyol. Esa temporada el equipo debutó en Liga de Campeones, y superaron los dieciseisavos de final con una gran remontada, pero se descolgó de la lucha por la liga en invierno, y Sopuerta fue sustituido por su segundo, Ángel Villacampa. El equipo descendió un peldaño y quedó tercero en la Liga pero ganó su primer trofeo, la Copa de la Reina.
Ese verano de 2016, el Club decidió integrar definitivamente y a todos los efectos al equipo femenino en su estructura. Hasta entonces, en puridad solo existía un acuerdo de asociación con el "Club Deportivo Elemental Atlético de Madrid Féminas", desde entonces existiría ya un solo Club Atlético de Madrid (Masculino y Femenino), pasando los equipos femeninos a formar parte de pleno derecho del Club. Ese cambio supuso que Lola Romero dejara de ser Presidente del Club Atlético de Madrid Féminas para convertirse en directora general de la sección, de modo que el presidente, tanto del Atlético de Madrid Femenino como del Masculino, como del resto del Club, fuera desde entonces Enrique Cerezo. Dado que solo a partir de esa Junta de 2016 pasó el equipo femenino a formar íntegramente parte del Club, solo a partir de entonces computa oficialmente el Club en su palmarés los títulos conseguidos por el equipo femenino (excluyendo de esta manera, por ejemplo, la Liga de 1990). Lo hace, eso sí, situándolos al mismo nivel que los del equipo masculino, computando un global de títulos ganados por sus primeros equipos masculino y femenino, del mismo modo que cuando el equipo masculino y el femenino han ganado títulos la misma temporada, el Club ha organizado las celebraciones (visita a Neptuno, etc.) conjuntamente para ambos equipos.
La siguiente temporada se fichó a la internacional Marta Corredera procedente del Arsenal y a Andrea Pereira del Espanyol y la jóvenes promesas Carmen Menayo y Andrea Falcón. Salieron las canteranas Nagore Calderón, Marta Carro y Noelia Gil además de Débora García. Esa temporada el Atlético de Madrid ganó su primera liga sin perder ningún partido. En diciembre de 2016, debutó el equipo femenino en el Vicente Calderón, derrotando 2-1 al Barcelona ante 13 935 espectadores. Esa misma temporada, la de la despedida del estadio, volvió a disputar en marzo de 2017 otro partido, empatando a un gol con el Athletic Club ante 10 642 aficionados. Siendo ya campeonas invictas de Liga, el equipo femenino regresó a ese estadio el 21 de mayo de 2017 para ser homenajeadas por la afición.
En la temporada 2017-18 el club buscó internacionalizarse y fichó a Ludmila Da Silva, Aurélie Kaci y Viola Calligaris, así como a la prometedora defensa blaugrana Laia Aleixandri y a Carla Bautista del Fundación Albacete. Mapi León se convirtió en el primer traspaso pagado entre clubes españoles al ser fichada por el Barcelona. Priscila Borja y Bea Beltrán dejaron el club. Ese año el equipo volvió a ganar la Liga. El 17 de marzo de 2018, jugó como local en el Metropolitano, el nuevo estadio del equipo masculino. Ese día, empataron a dos con el Madrid Club de Fútbol Femenino y la asistencia fue de 22 202 espectadores, convirtiéndose en el segundo partido más concurrido en la historia del fútbol femenino español hasta la fecha.
En la temporada 2018-19 el club decidió cerrar el ciclo de Villacampa y nombró a José Luis Sánchez Vera entrenador. Destacó la vuelta de Jennifer Hermoso y el fichaje de Olga García, ambas habituales en la selección española. Como el año anterior se siguió internacionalizando el equipo con la llegada de Dolores Silva, Aïssatou Tounkara, Elena Linari y Alex Chidiac, todas ellas internacionales con sus países. De las jugadoras que dejaron el club destacaron Soni, Corredera y Pereira. El 30 de enero de 2019 rompió junto al Athletic de Bilbao el récord de asistencia a un encuentro de fútbol femenino en España al congregar a 48 121 espectadores en el Estadio de San Mamés para presenciar los cuartos de final de la Copa de la Reina, encuentro que vencería el club madrileño por dos goles a cero. El 17 de marzo de 2019 se batió el récord de espectadores en un partido de clubes de fútbol femenino al acoger a 60 739 espectadores en el Metropolitano el partido liguero contra el Barcelona que terminó con victoria visitante por 0-2. En la segunda vuelta de la Liga repitió los resultados de la primera vuelta, ganando todos los partidos menos el que le enfrentó al F. C. Barcelona y el 5 de mayo de 2019 ganó su tercera liga con seis puntos de ventaja sobre las culés. En abril de 2019 recibió el Premio Madrid otorgado por el Madridiario otorgado a personalidades e instituciones destacadas en cualquier ámbito en la Comunidad de Madrid.

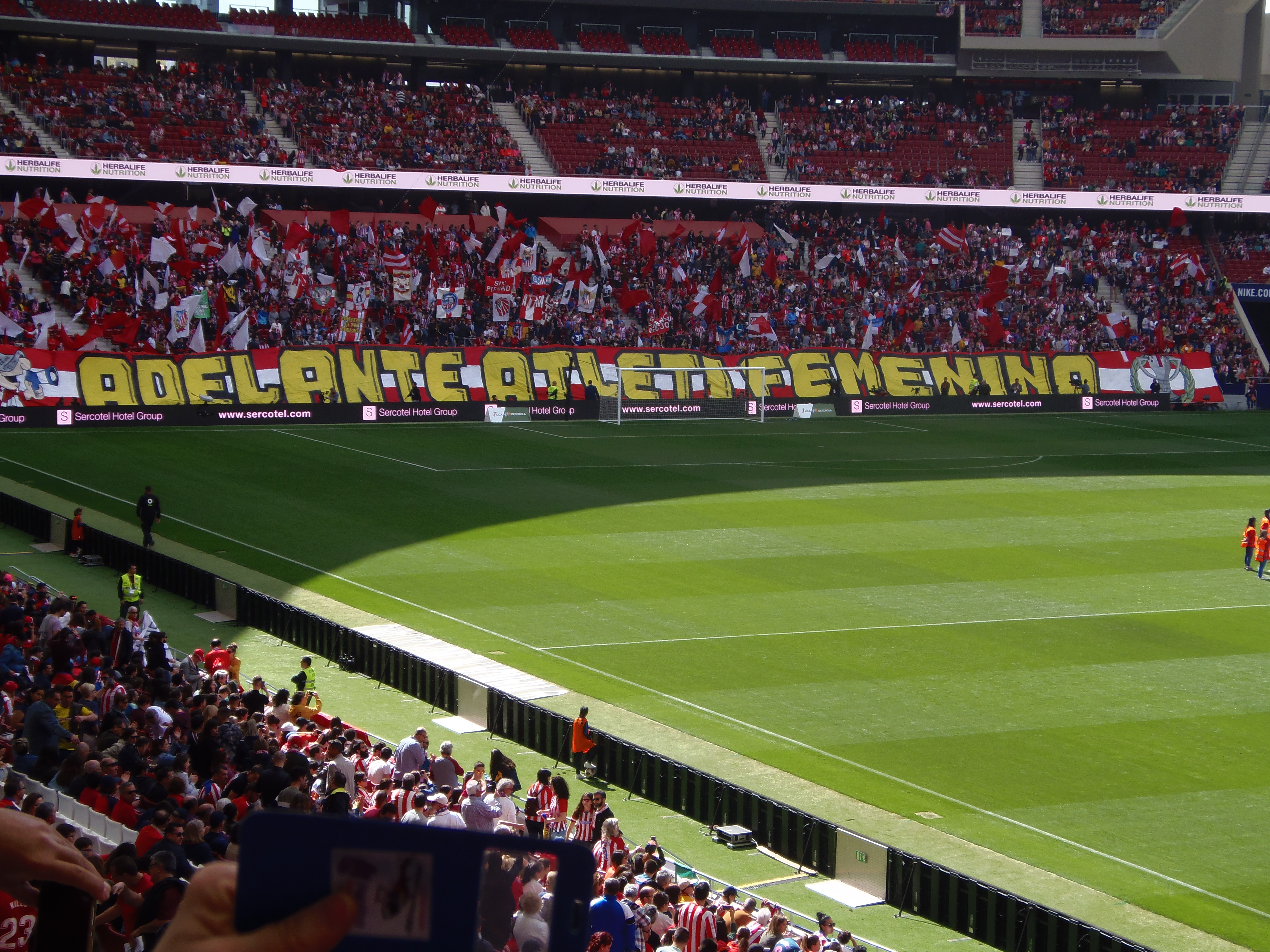
Partido frente al Fútbol Club Barcelona el 17 de marzo de 2019.

### Época de inestabilidad

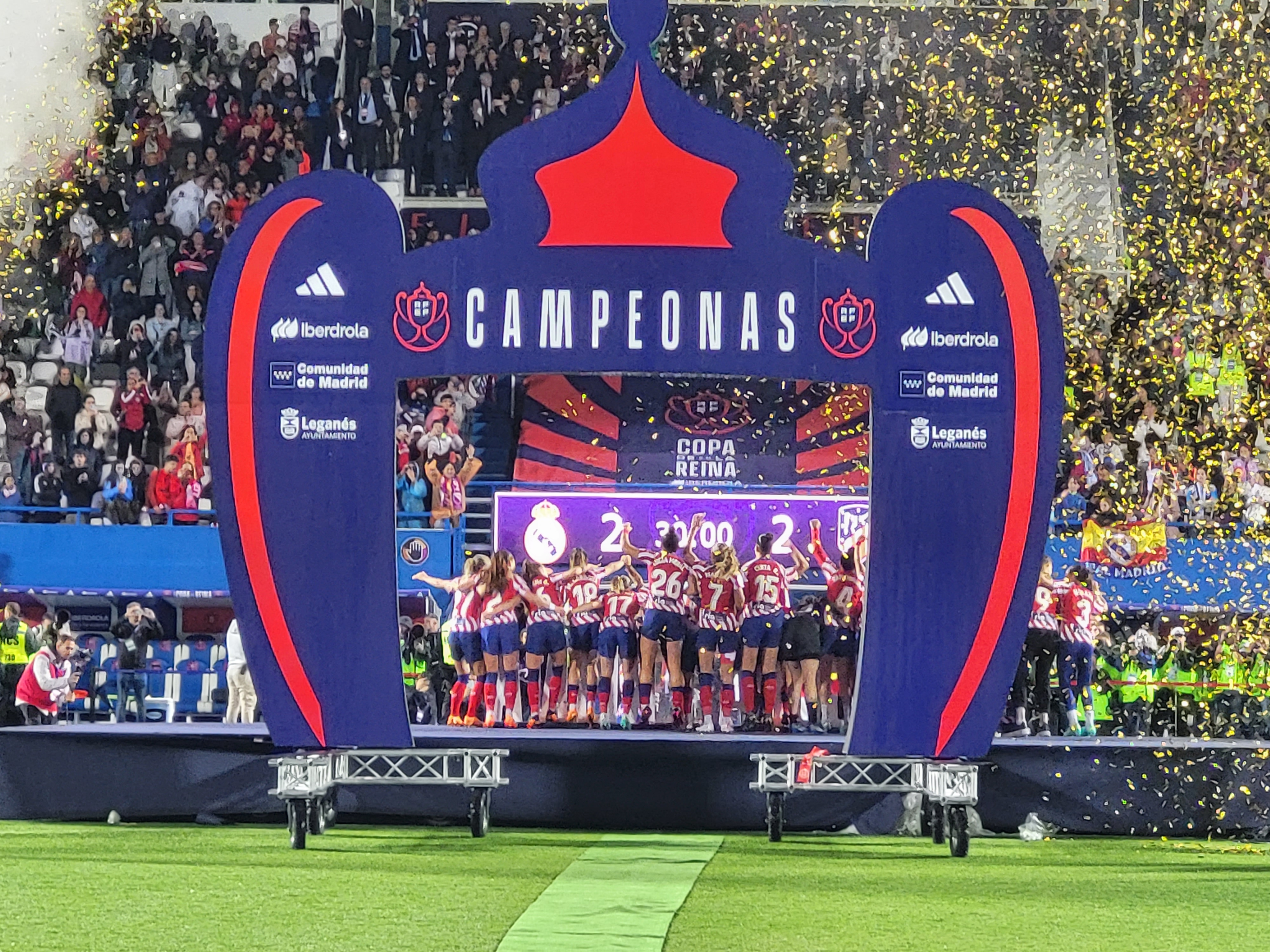
Celebración del Atlético de Madrid en la Copa de la Reina 2023

Empezaron la temporada 2019-20 con la baja de Jennifer Hermoso que fichó por el Barcelona. El club contrató a la internacional Virginia Torrecilla, la goleadora Charlyn Corral y a la nombrada mejor portera del Mundial Sari van Veenendaal. El 15 de septiembre estrenaron nueva Ciudad Deportiva en la ciudad de Alcalá de Henares en la jornada 2 de liga frente al Sevilla ante 2 304 espectadores. La temporada estuvo marcada por la irregularidad y los cambios de entrenador. El mayor logro fue eliminar al Manchester City en Liga de Campeones lo que supuso la primera clasificación del equipo para los cuartos de final de la competición. En marzo la liga se suspendió debido a la pandemia del Covid-19 y en mayo de 2020 la RFEF decidió que no se completase la liga, con lo que el club quedó subcampeón con acceso a la Liga de Campeones de la siguiente temporada. Ese mismo mes Virginia Torrecilla anunció que había sido diagnosticada con un tumor cerebral, del que fue operada con éxito. Su caso fue recogido por muchos medios de comunicación, y recibió mensajes de apoyo de todo el mundo del fútbol.
La siguiente temporada dejaron el club Lola Gallardo, Kenti Robles y Ángela Sosa. El club decidió contratar jugadoras de trayectoria internacional consagrada como Hedvig Lindahl, Alia Guagni, Turid Knaak, Pauline Peyraud-Magnin y Merel van Dongen, lo que provocó problemas de adaptación y acoplamiento en el equipo. El equipo fue muy irregular y en enero de 2021 José Luis Sánchez Vera volvió al club sustituyendo a Dani González. Ganaron la Supercopa, pero acabaron en cuarta posición en liga.
En la temporada 2021-22 se fichó a jugadoras con experiencia en la liga española, como Maitane López, Sheila García o Bárbara Latorre, y se recuperó a Lola Gallardo. En la parcela técnica se fue Sánchez Vera y se firmó a Óscar Fernández, procedente del Madrid C. F. F..  Concluyeron en cuarta posición en liga por lo que no lograron el objetivo de volver a clasificarse para disputar la Liga de Campeones. La temporada estuvo marcada por el regreso de Virginia Torrecilla tras superar un cáncer. 
En la temporada 2022-23 causaron baja las capitanas Amanda Sampedro, Silvia Meseguer y Laia Aleixandri. Amanda dejó el club tras ingresar en la Academia a los 9 años y jugar 15 temporadas con el primer equipo, siendo la jugadora con más temporadas y más partidos jugados en el club. Silvia Meseguer, segunda capitana,  estuvo 9 temporadas con el equipo y en el momento de su despedida era la segunda jugadora con más partidos disputados. Laia Aleixandri, tercera capitana, dejó el Atlético de Madrid tras cinco temporadas. Se volvió a apostar por traer jugadoras españolas, incorporando a las internacionales Marta Cardona, Irene Guerrero, Ainhoa Moraza, o Eva Navarro. Tras un inicio de temporada en el que el equipo no ganó a ninguno de sus rivales directos, Óscar Fernández fue destituido y reemplazado por Manolo Cano. El equipo no logró revertir la situación en liga y quedaron cuartas, pero en la Copa de la Reina se clasificaron de forma sólida para la final, en la que se enfrentaron al Real Madrid en el Estadio de Butarque de Leganés, y el equipo ganó el trofeo en la tanda de penaltis tras remontar un 2-0 adverso en el tiempo de descuento.
En la temporada 2023-24 tras ganar la Copa de la Reina, se apostó por la continuidad de las jugadoras titulares y sólo salió Maitane López de las habituales más varias jugadoras con menos minutos. El equipo se mantuvo en la zona objetivo durante la primera vuelta, con solidez defensiva y una buena racha goleadora de Sheila Guijarro. En el mes de enero cayeron eliminadas en la semifinal de la Supercopa y en el mes de febrero tuvieron varios duelos directos en liga en los que no se obtuvieron buenos resultados y se distanciaron de los puestos de cabeza. Tras la eliminación de Copa den semifinales y un mal resultado liguero Manolo Cano fue destituido y lo sustituyó el entrenador del segundo filial Arturo Ruiz. Con el cambio y un buen momento de forma de Lola Gallardo, Xènia Pérez, Rasheedat Ajibade y la recuperación de su lesión de Ludmila da Silva, encadenaron varias victorias consecutivas y finalmente lograron el objetivo de clasificarse para la Liga de Campeones tras ser terceras en liga. Lola Gallardo logró el trofeo Zamora como portera menos goleada del campeonato.
En la temporada 2024-25 Víctor Martín sustituyó a Arturo Ruiz. Entre las bajas destacaron Ludmila da Silva y Leicy Santos. El club apostó por traer jugadoras jóvenes con experiencia en España como Silvia Lloris, Fiamma Benítez, Rosa Otermín, Gio Queiroz, Luany y Lauren, estas tres últimas brasileñas que habían coincidido con Martín en el Madrid C. F. C. En la ronda previa de la Liga de Campeones fueron eliminadas en el primer partido de la competición, cayendo por penaltis ante el Rosenborg. En Liga empezaron con buen pie ganando todos los encuentros pero en el mes de noviembre entraron en crisis y empezaron a dejarse puntos, concluyendo el año en tercera posición con tan sólo dos puntos de margen sobre sus perseguidoras. Durante la segunda vuelta protagonizaron una pugna con el Athletic Club para lograr la tercera plaza. Finalmente el Atlético ganó al Athletic en la antepenúltima jornada y logró el tercer puesto en la penúltima jornada de liga. En la Copa de la Reina se clasificaron para jugar la final ante el F.C. Barcelona, en la que cayeron por 2-0.

## Estadio

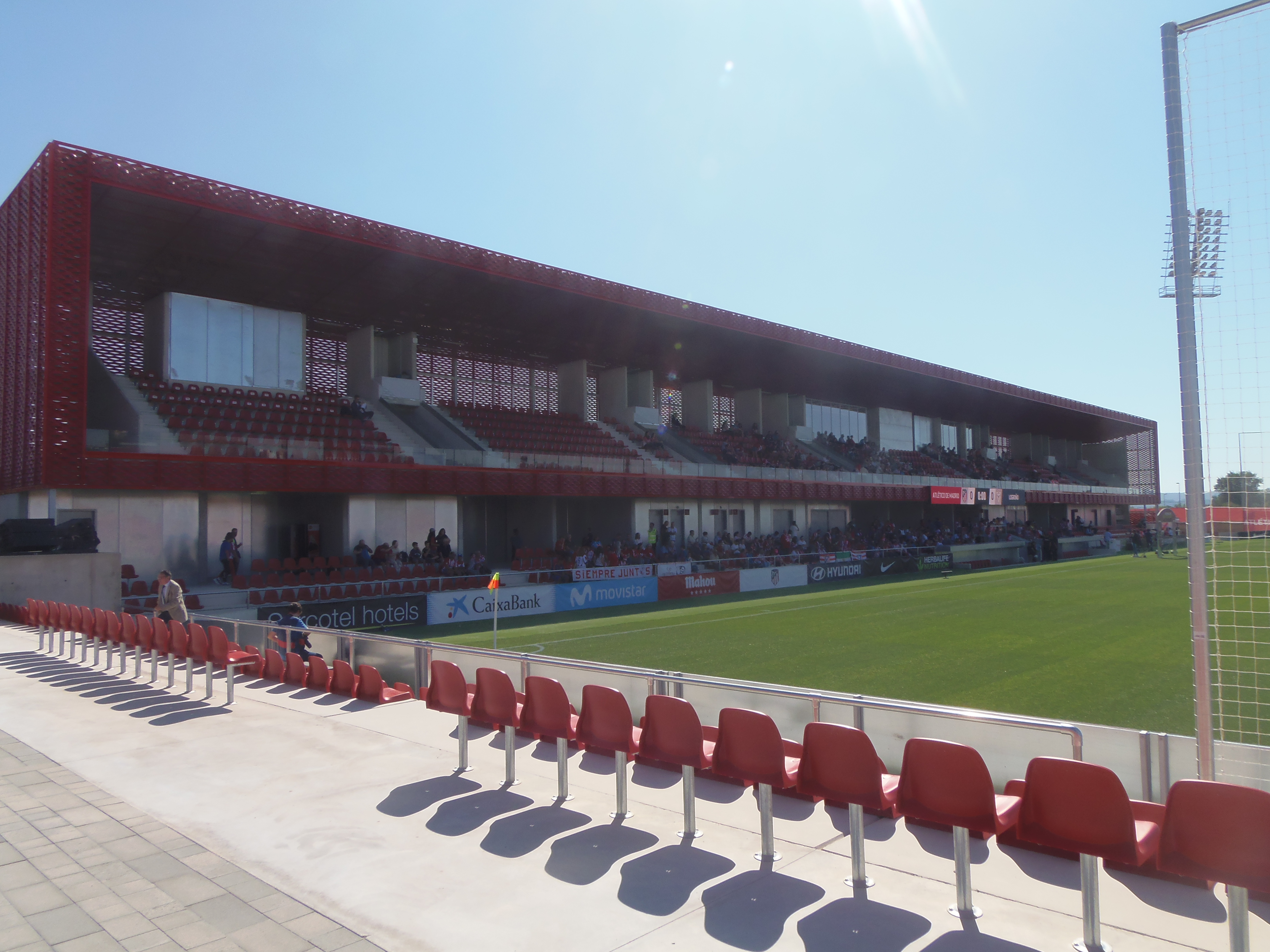
Campo Principal de la Ciudad Deportiva Atlético de Madrid en Alcalá de Henares

El Club Atlético de Madrid Femenino juega de local en el Centro Deportivo Cívitas Alcalá de Henares, cuyo campo principal tiene capacidad para 2700 espectadores. Este recinto está ubicado en la ciudad de Alcalá de Henares y se creó con la idea de ser sede del primer equipo femenino y todas las categorías inferiores femeninas. El primer partido en el estadio lo disputó el filial con victoria por 2-0 sobre el C. F. Pozuelo de Alarcón. El primer gol en el estadio lo marcó Cristina Rincón. El 15 de septiembre de 2019 el primer equipo jugó su primer partido que el estadio. Asistieron 2304 personas y vencieron por 3-0 al Sevilla. El primer gol lo marcó Ángela Sosa.
Anteriormente jugaba en el Miniestadio Cerro del Espino. En la temporada 2016/17 el equipo jugó dos partidos en el Estadio Vicente Calderón. En las temporadas 2017-18 y 2018-19  jugó un partido en el Estadio Metropolitano en cada temporada y en la temporadas 2022-23 y 2023-24 jugó otros dos por temporada.

## Afición

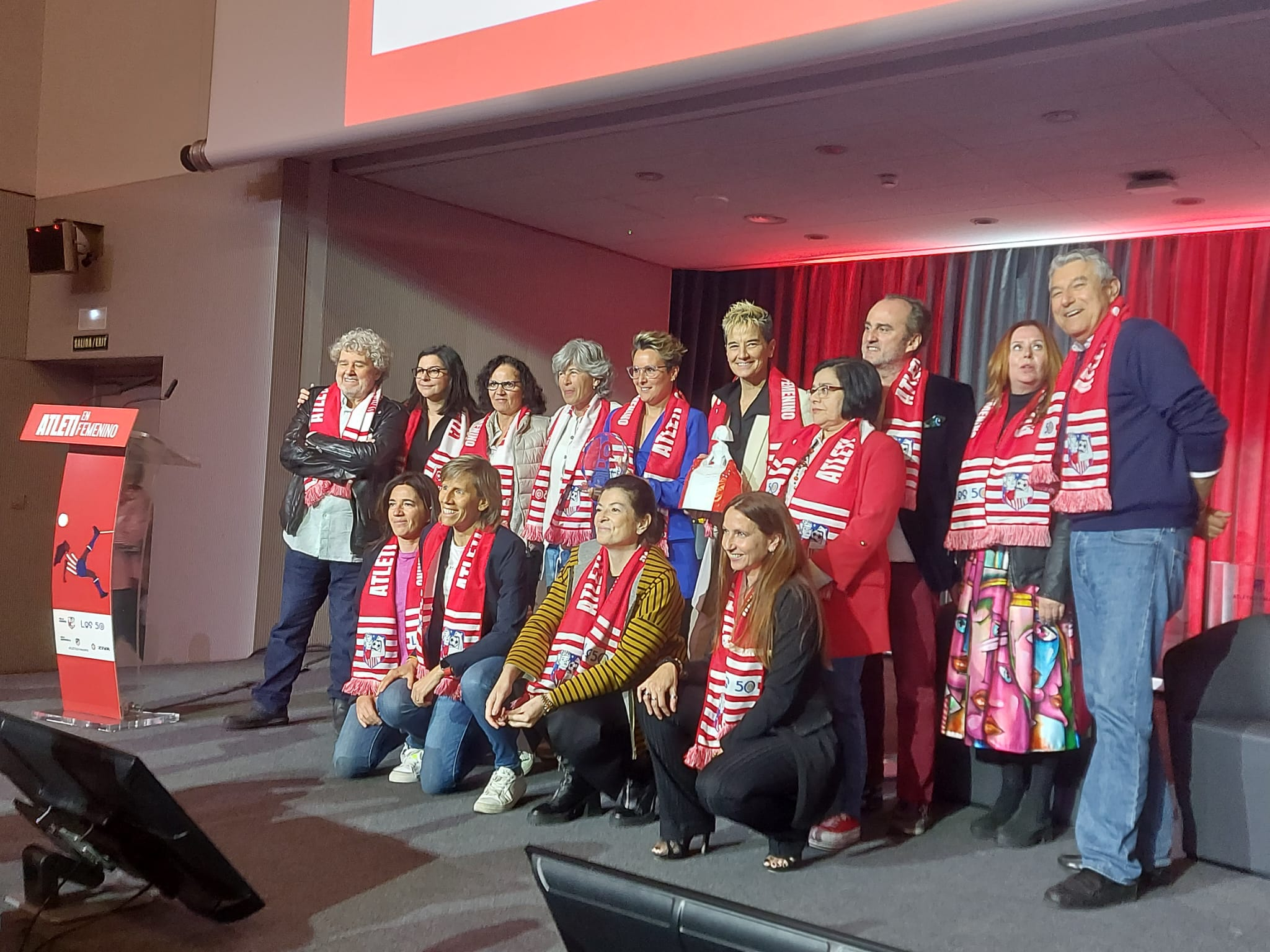
Participantes de la Primera Edición de Atleti en Femenino

El equipo ostenta el récord de asistencia a un partido de la liga española desde el 17 de marzo de 2019, con más de 60 000 espectadores, que también fue el récord de asistencia a un partido de clubes de fútbol femenino hasta marzo de 2022. También fue partícipe del tercer partido con más asistencia de clubes femeninos como visitante, logrado en enero de 2019 en los cuartos de final de la Copa de la Reina en San Mamés, con cerca de 50 000 espectadores. Como local ha superado los 20 000 espectadores en dos ocasiones más y los 10 000 espectadores otras dos veces.
El 18 de septiembre de 2018 se fundó la Peña Las Colchoneras, la primera del club dedicada a la sección femenina.
El 30 de marzo de 2023 se celebró la primera edición de Atleti en Femenino, organizada por las Asociación Los 50 y la Peña Las Colchoneras, una iniciativa pionera para el deporte nacional para reconocer la labor de las mujeres en las diferentes secciones deportivas del Atlético de Madrid y que en esta edición de centró en el Atlético de Madrid Femenino. El club cedió el Auditorio del Estadio Metropolitano En el evento se contó con la presencia de Mar Prieto, María Vargas y María Cabezón, que hablaron de a la historia del Atlético Madrid Femenino, y de Lola Romero, Rubén Alcaine y Arantxa Uría, que hablaron de la situación del fútbol femenino. También se entregó el Premio Almudena Grandes a Priscila Borja por su trayectoria deportiva en el Atlético de Madrid.

## Datos del club

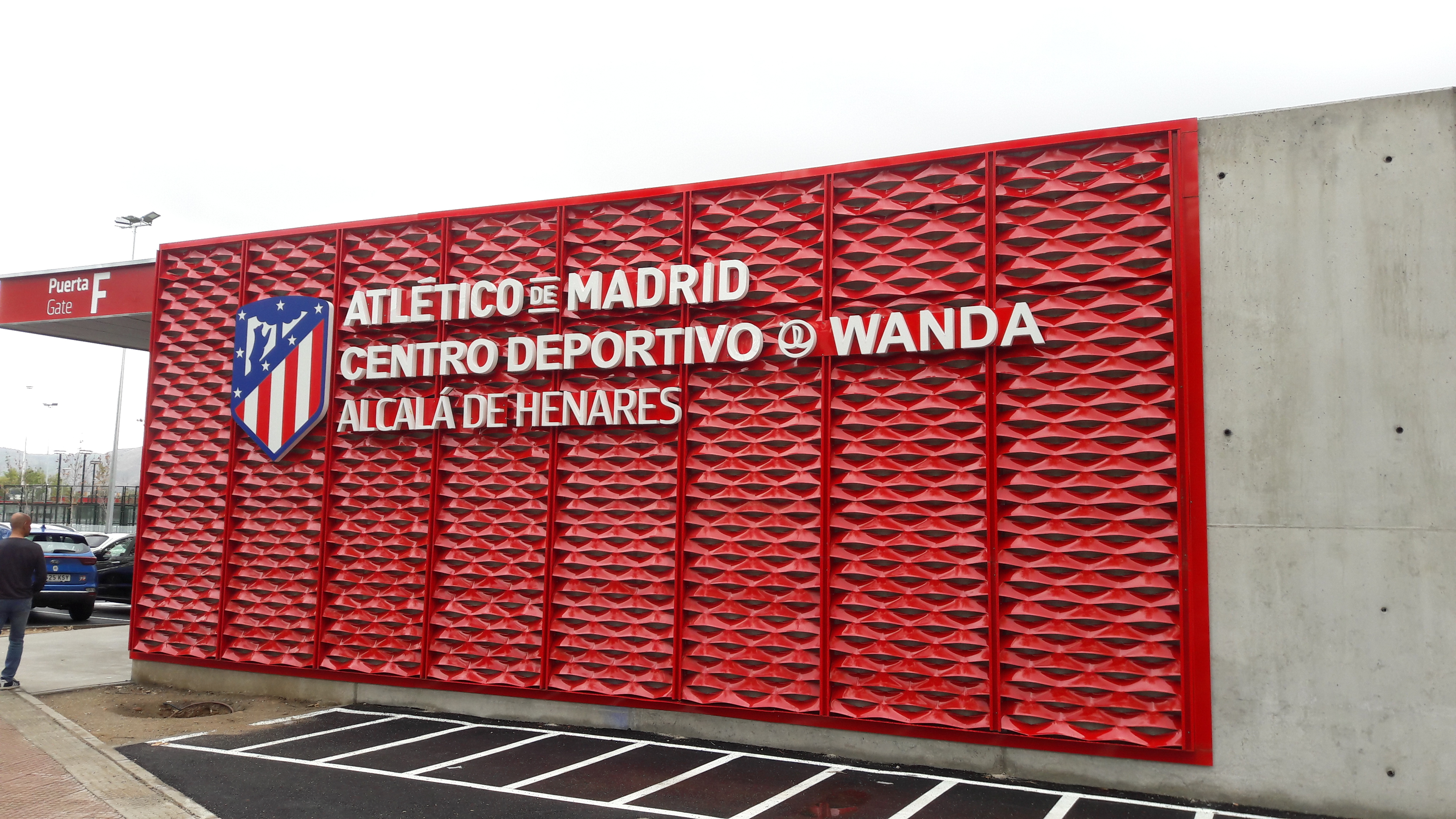
Entrada a Ciudad Deportiva del Atlético de Madrid en Alcalá de Henares

- Temporadas en Primera División: 20.
- Temporadas en Segunda División: 3.
- Mayor goleada conseguida: .
  - En campeonatos nacionales:
  - En torneos internacionales:
- Mayor goleada recibida: 
  - En campeonatos nacionales: .
  - En torneos internacionales: .
- Mejor puesto en la liga: 1.º
- Peor puesto en la liga: 8.º
- Máxima goleadora: Priscila Borja (99-107).
- Portera menos goleada:
- Más partidos disputados: Amanda Sampedro (443-445).

### Palmarés
| Competición nacional (9 títulos) | Títulos                            | Subcampeonatos                    |
| -------------------------------- | ---------------------------------- | --------------------------------- |
| Primera División de España (4)   | 1989-90, 2016-17, 2017-18, 2018-19 | 1990-91, 2014-15, 2019-20. (3)    |
| Copa de España (2)               | 2016, 2022-23                      | 2017, 2018, 2018-19, 2024-25. (4) |
| Supercopa de España (1)          | 2021                               | 2022                              |
| Segunda División de España (2)   | 2003-04, 2005-06                   | 2004-05. (1)                      |

#### Trofeos amistosos
- Trofeo Carranza (1): 2002
- Torneo Benéfico de Fútbol Femenino "Mete un Gol a la Porfiria" (1): 2017[52]
- Torneo COTIF (1): 2017[53]
- Copa Dimayor-LaLiga Women (1): 2018[54][55]
- Torneo de Amistad La Línea-Gibraltar (1): 2018[56]
- The Women's Cup (1): 2023[57]
- Sela Cup: 2025[58]
- Trofeo Ciudad de Alcalá By MadCup (3): 2021,[59] 2022,[60] 2023[61] y 2024[62]

### Trayectoria
El Atlético de Madrid inició su trayectoria en la última categoría del fútbol madrileño. En sus dos primeras temporadas consiguió dos ascensos consecutivos hasta la Segunda División. En la categoría de plata estuvo tres temporadas, y ascendió a Primera División en 2006, donde ha permanecido desde entonces, conquistando tres títulos.
| 1989-90                                                                                                  | Liga Nacional    | 1.º      | 22   | 20   | 1    | 1    | 121  | 33   | 41   |      | –           | –        | Emilio Mauri                                               | Jesús Gil      |
| 1990-91                                                                                                  | Liga Nacional    | 2.º      | 14   | 9    | 2    | 3    | 32   | 22   | 20   | 1/2  | –           | –        |                                                            | Jesús Gil      |
| 1991-92                                                                                                  | Liga Nacional    | 7.º      | 13   | 3    | 3    | 7    | 35   | 43   | 9    | –    | –           | –        |                                                            | Jesús Gil      |
| Durante el periodo comprendido entre 1992 y 2001 no compitió por desaparecer el Atlético Villa de Madrid |                  |          |      |      |      |      |      |      |      |      |             |          |                                                            |                |
| 2001-02                                                                                                  | Regional         | 1.º      |      |      |      |      |      |      |      | –    | Champions   | –        | María Vargas                                               | Lola Romero    |
| 2002-03                                                                                                  | Preferente       | 1.º      | 26   | 20   | 4    | 2    | 93   | 18   | 64   | –    | Champions   | –        | María Vargas                                               | Lola Romero    |
| 2003-04                                                                                                  | 1ªN              | G4       | 26   | 17   | 6    | 3    | 49   | 17   | 57   | –    | Champions   | –        | María Vargas                                               | Lola Romero    |
| 2003-04                                                                                                  | 1ªN              | G1, 2.º  | 2    | 1    | 0    | 1    | 2    | 2    | 3    | –    | Champions   | –        | María Vargas                                               | Lola Romero    |
| 2004-05                                                                                                  | 1ªN              | G4       | 24   | 20   | 3    | 1    | 91   | 23   | 63   | –    | Champions   | –        | María Vargas                                               | Lola Romero    |
| 2005-06                                                                                                  | 1ªN              | G4       | 25   | 24   | 0    | 1    | 114  | 13   | 72   | –    | Champions   | –        | María Vargas                                               | Lola Romero    |
| 2005-06                                                                                                  | 1ªN              | G1, 1.º  | 2    | 1    | 1    | 0    | 7    | 4    | 4    | –    | Champions   | –        | María Vargas                                               | Lola Romero    |
| 2006-07                                                                                                  | Superliga        | 8.º      | 26   | 8    | 7    | 11   | 31   | 46   | 31   | 1/4  | Champions   | –        | María Vargas                                               | Lola Romero    |
| 2007-08                                                                                                  | Superliga        | 7.º      | 26   | 11   | 3    | 12   | 36   | 42   | 36   | 1/2  | Champions   | –        | María Vargas                                               | Lola Romero    |
| 2008-09                                                                                                  | Superliga        | 7.º      | 30   | 14   | 6    | 10   | 49   | 33   | 48   | 1/4  | Champions   | –        | Antonio Contreras                                          | Lola Romero    |
| 2009-10                                                                                                  | Superliga        | G3       | 12   | 7    | 3    | 2    | 33   | 16   | 24   | 1/8  | Champions   | –        | Antonio Contreras                                          | Lola Romero    |
| 2009-10                                                                                                  | Superliga        | G1, 4.º  | 14   | 5    | 3    | 6    | 18   | 23   | 18   | 1/8  | Champions   | –        | Antonio Contreras                                          | Lola Romero    |
| 2010-11                                                                                                  | Superliga        | G3       | 12   | 9    | 2    | 1    | 36   | 15   | 29   | 1/2  | Champions   | –        | Antonio Contreras                                          | Lola Romero    |
| 2010-11                                                                                                  | Superliga        | G1, 5.º  | 14   | 5    | 2    | 7    | 17   | 24   | 17   | 1/2  | Champions   | –        | Antonio Contreras                                          | Lola Romero    |
| 2011-12                                                                                                  | 1ªD              | 6.º      | 34   | 20   | 5    | 9    | 83   | 41   | 65   | –    | Champions   | –        | Juanjo Carretero                                           | Lola Romero    |
| 2012-13                                                                                                  | 1ªD              | 3.º      | 30   | 20   | 8    | 2    | 70   | 21   | 68   | 1/2  | Champions   | –        | Juanjo Carretero, Jesús Núñez                              | Lola Romero    |
| 2013-14                                                                                                  | 1ªD              | 3.º      | 30   | 16   | 6    | 8    | 72   | 35   | 54   | 1/4  | Champions   | –        | Jesús Núñez, Ferney Agudelo                                | Lola Romero    |
| 2014-15                                                                                                  | 1ªD              | 2.º      | 30   | 20   | 9    | 1    | 54   | 21   | 69   | 1/2  | Champions   | –        | M.A. Sopuerta                                              | Lola Romero    |
| 2015-16                                                                                                  | 1ªD              | 3.º      | 30   | 22   | 3    | 5    | 83   | 24   | 69   | 1.º  | Champions   | 1/8      | M.A. Sopuerta, Ángel Villacampa                            | Lola Romero    |
| 2016-17                                                                                                  | Primera División | 1.º      | 30   | 24   | 6    | 0    | 91   | 17   | 78   | 2.º  | Champions   | –        | Ángel Villacampa                                           | Enrique Cerezo |
| 2017-18                                                                                                  | Primera División | 1.º      | 30   | 24   | 5    | 1    | 74   | 21   | 77   | 2.º  | Champions   | 1/16     | Ángel Villacampa                                           | Enrique Cerezo |
| 2018-19                                                                                                  | Primera División | 1.º      | 30   | 28   | 0    | 2    | 96   | 19   | 84   | 2.º  | Champions   | 1/8      | José Luis Sánchez Vera                                     | Enrique Cerezo |
| 2019-20                                                                                                  | Primera División | 2.º      | 21   | 15   | 5    | 1    | 43   | 17   | 50   | 1/8  | Champions   | 1/4      | José Luis Sánchez Vera, Pablo López Salgado, Dani González | Enrique Cerezo |
| 2020-21                                                                                                  | Primera División | 4.º      | 34   | 18   | 9    | 7    | 61   | 32   | 63   | 1/2  | Champions   | 1/8      | Dani González, José Luis Sánchez Vera                      | Enrique Cerezo |
| 2021-22                                                                                                  | Primera División | 4.º      | 30   | 17   | 8    | 5    | 71   | 28   | 59   | 1/8  | Champions   | -        | Óscar Fernández                                            | Enrique Cerezo |
| 2022-23                                                                                                  |                  | 4.º      | 30   | 16   | 9    | 5    | 54   | 35   | 57   | 1.º  | Champions   | -        | Óscar Fernández, Manolo Cano                               | Enrique Cerezo |
| 2023-24                                                                                                  |                  | 3.º      | 30   | 18   | 7    | 5    | 53   | 22   | 61   | 1/2  | Champions   | -        | Manolo Cano, Arturo Ruiz                                   | Enrique Cerezo |
| 2024-25                                                                                                  |                  | 3.º      | 30   | 16   | 10   | 4    | 49   | 23   | 58   | 2.º  | Champions   | Ronda 1  | Víctor Martín                                              | Enrique Cerezo |
| 2025-26                                                                                                  |                  |          |      |      |      |      |      |      |      |      |             |          | Víctor Martín                                              | Enrique Cerezo |
| Temporada                                                                                                | División         | Posición | J    | G    | E    | P    | GF   | GC   | Pts. | Copa | Competición | Posición | Entrenadores/as                                            | Presidente     |
| Temporada                                                                                                | Liga             | Liga     | Liga | Liga | Liga | Liga | Liga | Liga | Liga | Copa | Europa      | Europa   | Entrenadores/as                                            | Presidente     |
| Datos actualizados al último partido jugado el 19 de mayo de 2023.                                       |                  |          |      |      |      |      |      |      |      |      |             |          |                                                            |                |

| Regional | Primera Regional, la Cuarta División | Preferente | Preferente Madrileña, la Tercera División | 1ªN | Primera Nacional Grupo 4, la Segunda División | Liga Nacional | Superliga | 1ªD | Primera División |

- Ascenso.  Descenso
- Desde 2001 la Primera Nacional fue la segunda categoría.
- de 2009 a 2011 la Superliga se disputaba en dos fases formadas a su vez por tres grupos en cada una de ellas.
- Desde 2011 la Superliga pasa a llamarse Primera División.
- La Liga de Campeones empezó a disputarse la temporada 2001-02.

## Organigrama deportivo

### Jugadoras

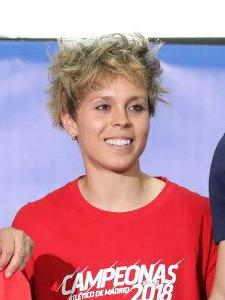
Amanda Sampedro, jugadora con más partidos disputados.

Destaca en la historia del club Amanda Sampedro, la jugadora que más partidos ha jugado, debutó a los 14 años y disputó más de 440 partidos entre 2007 y 2022. En la faceta goleadora destaca Priscila Borja, con 99 goles según las bases de datos o 107 según el club en 207 o 208 partidos, repartidos en siete temporadas entre 2009 y 2017, con un paréntesis de una temporada en la que jugó en el Rayo Vallecano.  
Lola Gallardo es la tercera jugadora con más partidos, al haber jugado más de 300 encuentros desde 2012, y ser la única jugadora en ganar un Trofeo Zamora, en 2024. Silvia Meseguer, en el club entre 2013 y 2022, es la tercera jugadora con más partidos, acumulando 270.  Nagore Calderón es la quinta jugadora con más partidos jugados tras Priscila, con más de 200 partidos jugados entre 2009 y 2016. Carmen Menayo también supera los 200 partidos disputados. 
Esther González, con 86 goles en 183 partidos entre 2013 y 2019, es la segunda máxima goleadora empatada con Amanda. Sonia Bermúdez, con 79 goles en tan solo 102 partidos entre 2015 y 2018 es la cuarta máxima goleadora. Ludmila da Silva, en el club desde 2017, es la jugadora extranjera que más partidos ha disputado, con más de 196 partidos y 77 goles marcados, completando la clasificación de máximas goleadoras. Mar Prieto es otra de las máximas goleadoras del equipo, pero no hay estadísticas de su paso por el Atlético Villa de Madrid. Jennifer Hermoso es la única jugadora que ha sido máxima goleadora de liga con la camiseta rojiblanca, en la temporada 2018-19, además de ser la jugadora que marcó el gol en el ascenso a primera división en 2006.
Marta Carro estuvo 8 temporadas en el club, disputando unos 190 partidos.
Junto a Amanda y Meseguer, Ángela Sosa es la otra jugadora que inauguró la instalación de una placa conmemorativa tras haber disputado más de 100 partidos desde la integración del equipo en el organigrama del Atlético de Madrid en 2016. Ludmila da Silva, Kenti Robles. Carmen Menayo, y Laia Aleixandri son las otras jugadoras con placa conmemorativa.
 Actualizado al último partido jugado el 7 de junio de 2025.
| Máximas goleadoras | Máximas goleadoras                | Máximas goleadoras | Más partidos disputados | Más partidos disputados         | Más partidos disputados | Más temporadas | Más temporadas                                                                              | Más temporadas |
| ------------------ | --------------------------------- | ------------------ | ----------------------- | ------------------------------- | ----------------------- | -------------- | ------------------------------------------------------------------------------------------- | -------------- |
| 1.                 | Priscila Borja                    | 99 o 107 goles     | 1.                      | Amanda Sampedro                 | 443-445 partidos        | 1.             | Amanda Sampedro                                                                             | 15 años        |
| 2.                 | Esther González / Amanda Sampedro | 86 goles           | 2.                      | Lola Gallardo                   | 340 partidos            | 2.             | Lola Gallardo                                                                               | 12 años        |
| 4.                 | Sonia Bermúdez                    | 79 goles           | 3.                      | Silvia Meseguer                 | 270 partidos            | 3.             | Silvia Meseguer / Carmen Menayo                                                             | 9 años         |
| 5.                 | Ludmila da Silva                  | 77 goles           | 4.                      | Priscila Borja                  | 207-208 partidos        | 4              | Estefi / Marta Carro                                                                        | 8 años         |
| 6.                 | Mar Prieto                        | >66 goles          | 5.                      | Nagore Calderón / Carmen Menayo | 202-204 / 203 partidos  | 6.             | María Cabezón / Nervy / Vanesa García / Nagore Calderón / Priscila Borja / Ludmila da Silva | 7 años         |

Fuentes: BDFutbol, y hemeroteca de El Mundo Deportivo.
Nota: Partidos anteriores a la temporada 2005-06 no computados. En la temporada 2009-10 hay 2 partidos de liga sin encontrar las alineaciones. Según las crónicas Priscila marcó 99 goles, pero según el propio club y la jugadora, marcó 107. El club posteriormente empezó a contabilizar los partidos de las jugadoras a partir de la integración del equipo en el organigrama del propio club, por lo que no cuenta los partidos anteriores a la temporada 2016/17 y no coincide con los números de la tabla.

## Plantilla y cuerpo técnico 2025-26

#### Altas y bajas 2025-26
| Altas             | Altas   | Altas          | Altas            | Altas             | Altas | Altas |
| Jugador           | Edad    | Posición       | Origen           | Tipo              | Coste |       |
| ----------------- | ------- | -------------- | ---------------- | ----------------- | ----- | ----- |
| Alexia Fernández  | 23 años | Centrocampista | Granada C. F.    | Retorno de Cesión | 0 €   |       |
| Macarena Portales | 27 años | Delantera      | Levante Badalona | Traspaso          | ?     |       |
| Amaiur Sarriegi   | 24 años | Delantera      | Real Sociedad    | Libre             | 0 €   |       |

| Bajas             | Bajas   | Bajas          | Bajas                  | Bajas                 | Bajas | Bajas |
| Jugador           | Edad    | Posición       | Destino                | Tipo                  | Coste |       |
| ----------------- | ------- | -------------- | ---------------------- | --------------------- | ----- | ----- |
| Rasheedat Ajibade | 25 años | Delantera      |                        | Libre                 | 0 €   |       |
| Merle Barth       | 31 años | Defensa        | Deportivo de la Coruña | Libre                 | 0 €   |       |
| Ainhoa Moraza     | 29 años | Defensa        | Real Sociedad          | Libre                 | 0 €   |       |
| Marta Cardona     | 30 años | Centrocampista | Parma                  | Libre                 | 0 €   |       |
| Sonia Majarín     | 22 años | Defensa        | Levante Badalona       | Rescisión de contrato | 0 €   |       |
| Lucía Moral       | 21 años | Delantera      | Sevilla F. C.          | Rescisión de contrato | 0 €   |       |

## Categorías inferiores

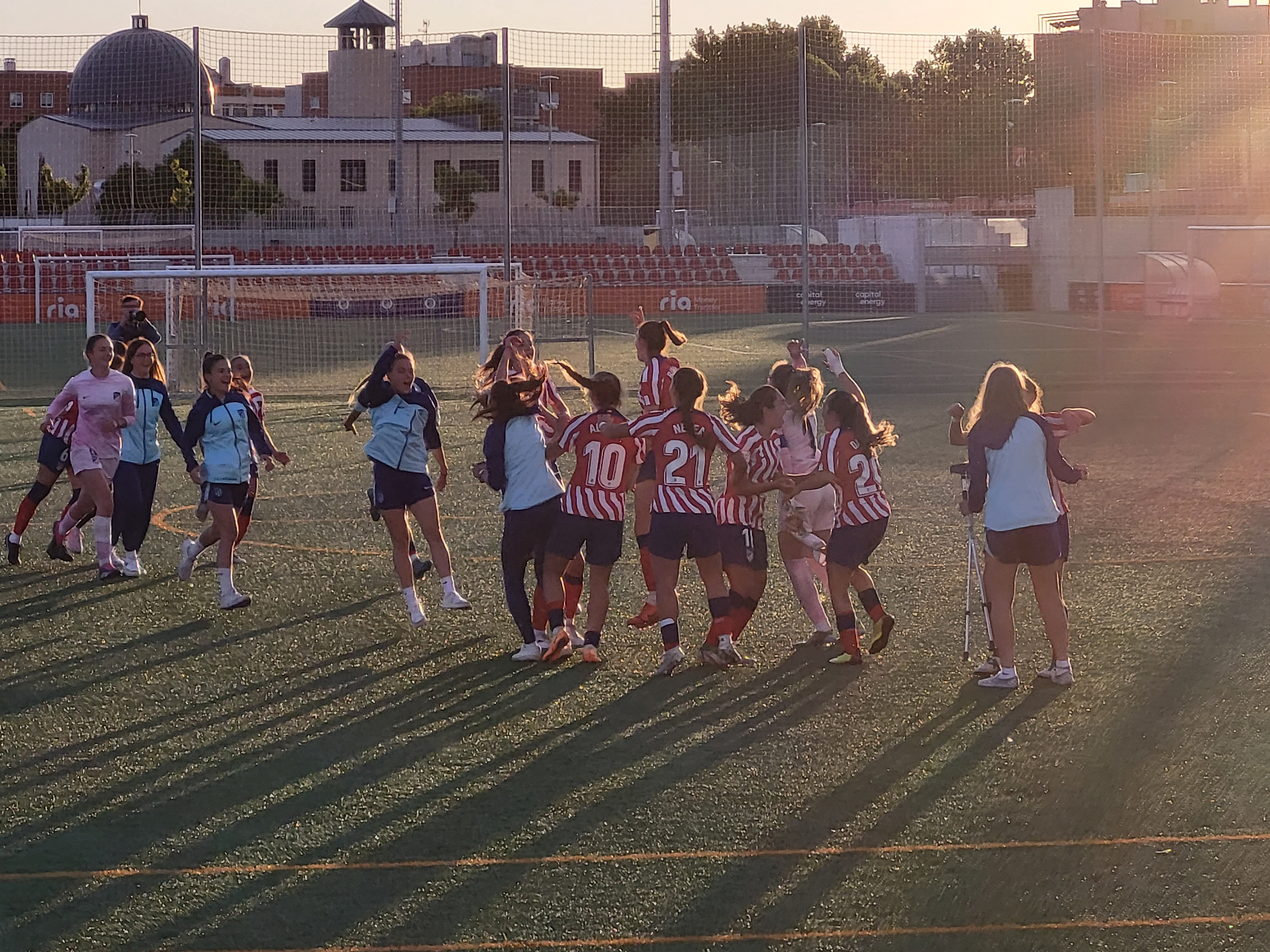
Jugadoras del Atlético de Madrid B celebran el ascenso a Primera Federación

Existen, además del primer equipo en la Primera División, varios equipos de cantera:
- El Atlético de Madrid Femenino "B" que juega en Primera Federación y fue campeón del grupo Norte de la Segunda Federación en la temporada 2022-23.[71] Anteriormente ganó el Campeonato de Liga de Segunda División— al que se suman cuatro Copas de la Federación Madrileña a nivel regional.
- El Atlético de Madrid Femenino "C" que juega en Segunda Federación y ha sido campeón en Primera Nacional en la temporada 2022-23 y 2018-19.[72]
- El Atlético de Madrid Femenino Juvenil  que juega en la categoría preferente femenino juvenil.
- El Atlético de Madrid Cadete "A" que juega en la categoría de preferente femenino cadete.
- El Atlético de Madrid Cadete "B" que juega en la categoría de primera femenino cadete.
- También tienen varios equipos en categoría Infantil, Alevín y Benjamín, cuya composición va cambiando de temporada en temporada

El Atlético de Madrid es pionero en la Comunidad de Madrid, y uno de los primeros en el país, en tener equipos exclusivamente femeninos en categorías alevín y benjamín, lo que supuso que tuviesen que competir en ligas masculinas contra equipos mixtos o formados únicamente por chicos. Un caso que llamó poderosamente la atención a los medios de comunicación españoles fue el de las jugadoras del Atlético de Madrid de categoría alevín (entre 10 y 12 años) que se proclamó campeón de liga invicto en una competición de equipos formados exclusivamente por chicos.
En la temporada 2018/19 el club contaba en total con 444 futbolistas femeninas. En 2025 el club decidió suprimir ocho equipos de los doce que tenía en categorías Infantil, Alevín y Benjamín.